# 安妮·特兰
安妮·特兰（Anne Tran，1996年4月27日—），法國女子羽毛球運動員。她与青年期两位搭档赢得2015年欧青賽女雙亚軍和混雙季軍；分别（联同：维莱恩·福尔曼以及亞歷山大·哈默），以及團體赛季軍成员。

## 簡歷
2013年1月，安妮·特兰與巴斯蒂安·凯尔索迪出戰愛沙尼亞國際賽，在混双决赛以0比2（18-21、10-21）不敌赛会头号种子、芬兰的安东·凯斯提/珍妮·奈斯特倫，赢得亚军。同年3月，她代表法國國家隊出戰安卡拉舉行的歐洲青年羽毛球錦標賽，協助隊伍贏得混合團體亞軍。同年7月，她与巴蒂斯特·卡雷姆出战白夜羽毛球賽，在混双準决赛以1比2（18-21、21-11、13-21）不敌俄罗斯的谢尔盖·舒米尔金/维多利亚·沃罗比娃。同年9月，她分别与玛丽·巴托梅内以及巴蒂斯特·卡雷姆出战捷克羽毛球國際賽，在女双準决赛以0比2（10-21、11-21）不敌赛会3号种子、跨国组合的（苏格兰：伊莫金·班克尔/保加利亚：佩蒂娅·内德尔奇娃）。
2014年3月，安妮·特兰與巴蒂斯特·卡雷姆出战波蘭羽毛球公開賽，在混双準决赛以0比2（14-21、12-21）不敌赛会头号种子、波兰强档的罗伯特·马特斯亚克/阿格涅什卡·维特科夫斯卡。同期3月，她与巴蒂斯特·卡雷姆出战法國羽毛球國際賽，在混双準决赛以0比2（14-21、18-21）不敌丹麦强档的尼克拉斯·诺尔/萨拉·蒂格森。同年4月，她与巴蒂斯特·卡雷姆出战荷蘭羽毛球國際賽，在混双準决赛以0比2（16-21、15-21）不敌荷兰强档的罗宾·塔博林/米凯·哈尔克马。
2015年1月，安妮·特兰与德尔菲娜·德尔吕出战愛沙尼亞羽毛球國際賽，在女双準决赛以1比2（21-14、16-21、14-21）不敌赛会头号种子、俄罗斯的维多利亚·德尔根诺娃/奥尔佳·莫罗佐娃。同年3月，她与莉亚·巴莱尔莫出战羅馬尼亞羽毛球國際賽，在女双决赛以1比3（6-11、12-14、11-8、8-11）不敌英格兰的克洛伊·比尔切/珍妮·沃尔沃克，赢得亚军。同期3月，她代表法国参加波蘭盧賓举办的歐洲青年羽毛球錦標賽，在率先进行的团体赛，法国队赢得季军；此外，她还与维莱恩·福尔曼以及亞歷山大·哈默出战两项双打比赛。在女双决赛以0比2（18-21、19-21）不敌丹麦的茱莉·达瓦尔·雅各布森/迪特·瑟比·汉森，赢得亚军；而混双準決賽以0比2（14-21、16-21）不敌英格兰的本·莱恩/杰西卡·皮尤，赢得季军。同年4月，她与巴蒂斯特·卡雷姆出战秘魯羽毛球國際賽，在混双决赛以1比2（18-21、21-13、14-21）不敌队友的罗南·拉巴尔/埃米莉·拉菲尔，赢得亚军。同年5月，她与莉亚·巴莱尔莫出战西班牙羽毛球國際賽，在女双準决赛以0比2（13-21、19-21）不敌俄罗斯的安娜斯塔西亚·切尔维亚科娃/奥尔佳·莫罗佐娃。同年7月，她代表法國（Université Paris-Est）出戰韓國光州市舉行的世界大學生運動會羽毛球比賽。同年8月，她与玛丽·巴托梅内出战保加利亞羽毛球公開賽，在女双决赛以0比2（16-21、9-21）不敌赛会头号种子、越南的黎秋玄/范茹草，赢得亚军。同年9月，她与奥德丽·方丹出战哈爾科夫羽毛球國際賽，在女双準决赛以0比2（14-21、9-21）不敌赛会2号种子、泰国强档的宗功攀·吉迪特拉恭/拉温达·巴宗哉。同期9月，她与奥德丽·方丹出战布拉格羽毛球公開賽，在女双準决赛以0比2（15-21、9-21）不敌赛会4号种子、德国的伊莎贝尔·赫特里克/比尔吉德·迈克斯。
2016年7月，安妮·特兰与埃米莉·拉菲尔出战白夜羽毛球賽，在女双準决赛以0比2（6-21、13-21）不敌日本的久後明日美/橫山惠。同年12月，她与埃米莉·拉菲尔出战愛爾蘭羽毛球公開賽，在女双决赛以2比0（24-22、21-18）击败了赛会3号种子、丹麦的茱莉·芬尼-易普森/丽克·瑟比，赢得冠军。同期12月，她分别与埃米莉·拉菲尔以及乔丹·科维出战意大利羽毛球國際賽，在女双準决赛以1比2（21-17、14-21、19-21）不敌赛会7号种子、保加利亚强档的玛丽亚·米特索娃/佩蒂娅·内德尔奇娃；而混双决赛以2比1（21-13、17-21、21-17）击败了赛会2号种子、中華台北的張課琦/張莘恬，赢得冠军。
2017年6月，安妮·特兰与乔丹·科维出战西班牙羽毛球國際賽，在混双準决赛以1比2（13-21、21-19、10-21）不敌荷兰强档的罗宾·塔博林/谢丽尔·塞尔宁。同年8月，她參加苏格兰格拉斯哥舉行的世界羽毛球錦標賽，她和乔丹·科维出戰混合双打項目。首圈以0比2 （12-21、18-21）不敌荷兰组合的雅高·阿伦斯/塞莱娜·皮克，48强止步。同年12月，她与埃米莉·拉菲尔出战愛爾蘭羽毛球公開賽，在女双决赛以2比0（21-16、21-12）击败了赛会2号种子、英格兰的珍妮·穆尔/维多利亚·威廉斯，赢得冠军。
2018年1月，安妮·特兰与埃米莉·拉菲尔出战瑞典羽毛球公開賽，在女双準决赛以0比2（19-21、13-21）不敌荷兰的黛博拉·吉尔/埃姆克·范德阿尔。同年2月，她与埃米莉·拉菲尔出战瑞士羽毛球公開賽，在女双準决赛以0比2（16-21、12-21）不敌赛会头号种子、保加利亚强档的加夫列拉·斯托伊娃/斯蒂法尼·斯托伊娃。同年3月，她与埃米莉·拉菲尔出战奧爾良羽毛球大師賽，在女双準决赛以1比2（17-21、21-14、10-21）不敌队友的德尔菲娜·德尔吕/莉亚·巴莱尔莫。同年4月，她与喬丹·科維出战荷蘭羽毛球國際賽，在混双準决赛以1比2（15-21、21-16、15-21）不敌丹麦强档的马蒂亚斯·蒂里/伊丽莎·梅尔高。同期4月，她代表法国参加西班牙韦尔瓦举办的歐洲羽毛球錦標賽，与埃米莉·拉菲爾的女双决赛以0比2（12-21、10-21）不敌赛会2号种子、保加利亚强档的加夫列拉·斯托伊娃/斯蒂法尼·斯托伊娃，赢得季军。同年6月，她与埃米莉·拉菲尔出战加拿大羽毛球公開賽，在女双準决赛以0比2（11-21、9-21）不敌赛会头号种子、日本强档的櫻本絢子/高畑祐紀子。

## 主要比賽成績
只列出曾進入準決賽的國際賽事成績：
| 年份   | 賽事                       | 公開賽級別 | 項目     | 拍檔              | 成績   |
| ------ | -------------------------- | ---------- | -------- | ----------------- | ------ |
| 2013年 | 愛沙尼亞羽毛球國際賽       | 國際系列賽 | 混合雙打 | 巴斯蒂安·凯尔索迪 | 亞軍   |
| 2013年 | 歐洲青年羽毛球錦標賽       | 其他       | 混合團體 | －                | 亞軍   |
| 2013年 | 白夜羽毛球賽               | 國際挑戰賽 | 混合雙打 | 巴蒂斯特·卡雷姆   | 準決賽 |
| 2013年 | 捷克羽毛球國際賽           | 國際挑戰賽 | 女子雙打 | 玛丽·巴托梅内     | 準決賽 |
| 2013年 | 捷克羽毛球國際賽           | 國際挑戰賽 | 混合雙打 | 巴蒂斯特·卡雷姆   | 準決賽 |
| 2014年 | 波蘭羽毛球公開賽           | 國際挑戰賽 | 混合雙打 | 巴蒂斯特·卡雷姆   | 準決賽 |
| 2014年 | 法國羽毛球國際賽           | 國際挑戰賽 | 混合雙打 | 巴蒂斯特·卡雷姆   | 準決賽 |
| 2014年 | 荷蘭羽毛球國際賽           | 國際系列賽 | 混合雙打 | 巴蒂斯特·卡雷姆   | 準決賽 |
| 2015年 | 愛沙尼亞羽毛球國際賽       | 國際系列賽 | 女子雙打 | 德尔菲娜·德尔吕   | 準決賽 |
| 2015年 | 羅馬尼亞羽毛球國際賽       | 國際系列賽 | 女子雙打 | 莉亚·巴莱尔莫     | 亞軍   |
| 2015年 | 歐洲青年羽毛球錦標賽       | 其他       | 混合團體 | －                | 季軍   |
| 2015年 | 歐洲青年羽毛球錦標賽       | 其他       | 女子雙打 | 维莱恩·福尔曼     | 亞軍   |
| 2015年 | 歐洲青年羽毛球錦標賽       | 其他       | 混合雙打 | 亞歷山大·哈默     | 季軍   |
| 2015年 | 秘魯羽毛球國際賽           | 國際挑戰賽 | 混合雙打 | 巴蒂斯特·卡雷姆   | 亞軍   |
| 2015年 | 西班牙羽毛球國際賽         | 國際挑戰賽 | 女子雙打 | 莉亚·巴莱尔莫     | 準決賽 |
| 2015年 | 保加利亞羽毛球公開賽       | 國際系列賽 | 女子雙打 | 玛丽·巴托梅内     | 亞軍   |
| 2015年 | 哈爾科夫羽毛球國際賽       | 國際挑戰賽 | 女子雙打 | 奥德丽·方丹       | 準決賽 |
| 2015年 | 布拉格羽毛球公開賽         | 國際挑戰賽 | 女子雙打 | 奥德丽·方丹       | 準決賽 |
| 2016年 | 白夜羽毛球賽               | 國際挑戰賽 | 女子雙打 | 埃米莉·拉菲尔     | 準決賽 |
| 2016年 | 愛爾蘭羽毛球公開賽         | 國際挑戰賽 | 女子雙打 | 埃米莉·拉菲尔     | 冠軍   |
| 2016年 | 意大利羽毛球國際賽         | 國際挑戰賽 | 女子雙打 | 埃米莉·拉菲尔     | 準決賽 |
| 2016年 | 意大利羽毛球國際賽         | 國際挑戰賽 | 混合雙打 | 乔丹·科维         | 冠軍   |
| 2017年 | 西班牙羽毛球國際賽         | 國際挑戰賽 | 混合雙打 | 乔丹·科维         | 準決賽 |
| 2017年 | 愛爾蘭羽毛球公開賽         | 國際系列賽 | 女子雙打 | 埃米莉·拉菲尔     | 冠軍   |
| 2018年 | 瑞典羽毛球公開賽           | 國際系列賽 | 女子雙打 | 埃米莉·拉菲尔     | 準決賽 |
| 2018年 | 瑞士羽毛球公開賽           | 超級300賽  | 女子雙打 | 埃米莉·拉菲尔     | 準決賽 |
| 2018年 | 奧爾良羽毛球大師賽         | 超級100賽  | 女子雙打 | 埃米莉·拉菲尔     | 準決賽 |
| 2018年 | 荷蘭羽毛球國際賽           | 國際系列賽 | 混合雙打 | 喬丹·科維         | 準決賽 |
| 2018年 | 歐洲羽毛球錦標賽           | 其他       | 女子雙打 | 埃米莉·拉菲爾     | 亞軍   |
| 2018年 | 加拿大羽毛球公開賽         | 超級100賽  | 女子雙打 | 埃米莉·拉菲尔     | 準決賽 |
| 2018年 | 捷克羽毛球公開賽           | 國際挑戰賽 | 女子雙打 | 埃米莉·拉菲爾     | 亞軍   |
| 2018年 | 蘇格蘭羽毛球公開賽         | 超級100賽  | 女子雙打 | 埃米莉·拉菲爾     | 亞軍   |
| 2019年 | 奧爾良羽毛球大師賽         | 超級100賽  | 混合雙打 | 罗南·拉巴尔       | 亞軍   |
| 2019年 | 巴西羽毛球國際挑戰賽       | 國際挑戰賽 | 女子單打 | 埃米莉·拉菲尔     | 亞軍   |
| 2019年 | 巴西羽毛球國際挑戰賽       | 國際挑戰賽 | 混合雙打 | 罗南·拉巴尔       | 準決賽 |
| 2019年 | 丹麥羽毛球國際賽           | 國際挑戰賽 | 混合雙打 | 罗南·拉巴尔       | 冠軍   |
| 2019年 | 阿塞拜疆羽毛球國際賽       | 國際挑戰賽 | 女子雙打 | 埃米莉·拉菲尔     | 準決賽 |
| 2019年 | 西班牙羽毛球國際賽         | 國際挑戰賽 | 女子雙打 | 埃米莉·拉菲尔     | 亞軍   |
| 2019年 | 歐洲運動會羽毛球比賽       | 其他       | 女子雙打 | 埃米莉·拉菲尔     | 銅牌   |
| 2019年 | 愛爾蘭羽毛球公開賽         | 國際挑戰賽 | 混合雙打 | 羅南·拉巴爾       | 亞軍   |
| 2020年 | 歐洲羽毛球男女子團體錦標賽 | 其他       | 女子團體 | －                | 季軍   |
| 2020年 | 薩洛盧羽毛球公開賽         | 超級100賽  | 混合雙打 | 羅南·拉巴爾       | 準決賽 |
| 2021年 | 歐洲羽毛球混合團體錦標賽   | 其他       | 混合團體 | －                | 亞軍   |
| 2021年 | 波蘭羽毛球國際賽           | 國際系列賽 | 女子雙打 | 玛戈特·兰伯特     | 冠軍   |
| 2021年 | 波蘭羽毛球國際賽           | 國際系列賽 | 混合雙打 | 威廉·维利格       | 冠軍   |
| 2021年 | 威爾斯羽毛球國際賽         | 國際挑戰賽 | 女子雙打 | 玛戈特·兰伯特     | 冠軍   |
| 2021年 | 威爾斯羽毛球國際賽         | 國際挑戰賽 | 混合雙打 | 威廉·維利格       | 冠軍   |
| 2022年 | 威爾斯羽毛球國際賽         | 國際挑戰賽 | 女子雙打 | 玛戈特·兰伯特     | 冠軍   |
| 2023年 | 歐洲羽毛球混合團體錦標賽   | 其他       | 混合團體 | －                | 亞軍   |
| 2023年 | 歐洲運動會羽毛球比賽       | 其他       | 女子雙打 | 玛戈特·兰伯特     | 銅牌   |
| 2023年 | 聖但尼羽毛球公開賽         | 國際挑戰賽 | 女子雙打 | 玛戈特·兰伯特     | 冠軍   |
| 2023年 | 海洛羽毛球公開賽           | 超級300賽  | 女子雙打 | 玛戈特·兰伯特     | 準決賽 |
| 2024年 | 歐洲羽毛球男女子團體錦標賽 | 其他       | 女子團體 | －                | 季軍   |
| 2024年 | 德國羽毛球公開賽           | 超級300賽  | 女子雙打 | 瑪戈特·蘭伯特     | 準決賽 |
| 2024年 | 奧爾良羽毛球大師賽         | 超級300賽  | 女子雙打 | 瑪戈特·蘭伯特     | 準決賽 |
| 2024年 | 歐洲羽毛球錦標賽           | 其他       | 女子雙打 | 瑪戈特·蘭伯特     | 冠軍   |
| 2025年 | 奧地利羽毛球公開賽         | 國際系列賽 | 女子雙打 | Elsa Jacob        | 冠軍   |

| 2007-2017年 | 首要超級賽 | 超級賽 | 黃金大獎賽 | 大獎賽 | 國際挑戰賽 | 國際系列賽 | 未來系列賽 | 其他 |

| 2018-2026年 | 總決賽 | 超級1000賽 | 超級750賽 | 超級500賽 | 超級300賽 | 超級100賽 | 國際挑戰賽 | 國際系列賽 | 未來系列賽 | 其他 |

### 奧運會和世錦賽參賽紀錄
|          | 搭檔          | 2017 | 2018 | 2019 | 2022 | 2023 | 2024       |
| -------- | ------------- | ---- | ---- | ---- | ---- | ---- | ---------- |
| 女子雙打 | 埃米莉·拉菲尔 | 32強 | 32強 | 32強 | －   | －   | －         |
| 女子雙打 | 玛戈特·兰伯特 | －   | －   | －   | 32強 | 32強 | 小組第四名 |
|          |               |      |      |      |      |      |            |
| 混合雙打 | 乔丹·科维     | 64強 | －   | －   | －   | －   | －         |
| 混合雙打 | 威廉·维利格   | －   | －   | －   | 64強 | －   | －         |